# Michałówek (powiat otwocki)
Michałówek – wieś w Polsce położona w województwie mazowieckim, w powiecie otwockim, w gminie Wiązowna.
Wieś jest sołectwem w gminie Wiązowna.
W latach 1975–1998 miejscowość należała administracyjnie do województwa warszawskiego.
Miejsce zestrzelenia bombowca PZL.43 Czajka (wersja eksportowa PZL.23 Karaś) z 41 eskadry rozpoznawczej w dn. 10.09.1939.
Polski samolot podczas przelotu z lotniska polowego w Zielonce k/Warszawy na lądowisko Stara Wieś k/Siennicy został zaatakowany przez dwa niemieckie myśliwce Messerschmitt Me-109. Po zaciekłej walce polska maszyna runęła na ziemię i stanęła w płomieniach. Początkowo szczątki lotników pogrzebano obok rozbitego samolotu, następnie w listopadzie 1939 złożono je w kwaterze żołnierskiej na cmentarzu w Wiązownie. Załogę stanowili:
- dowódca obserwator – ppor. Jan Kardasz
- strzelec pokładowy - kpr Marek Majewski
- pilot – kpr. Stanisław Oleksiński